# Llapis

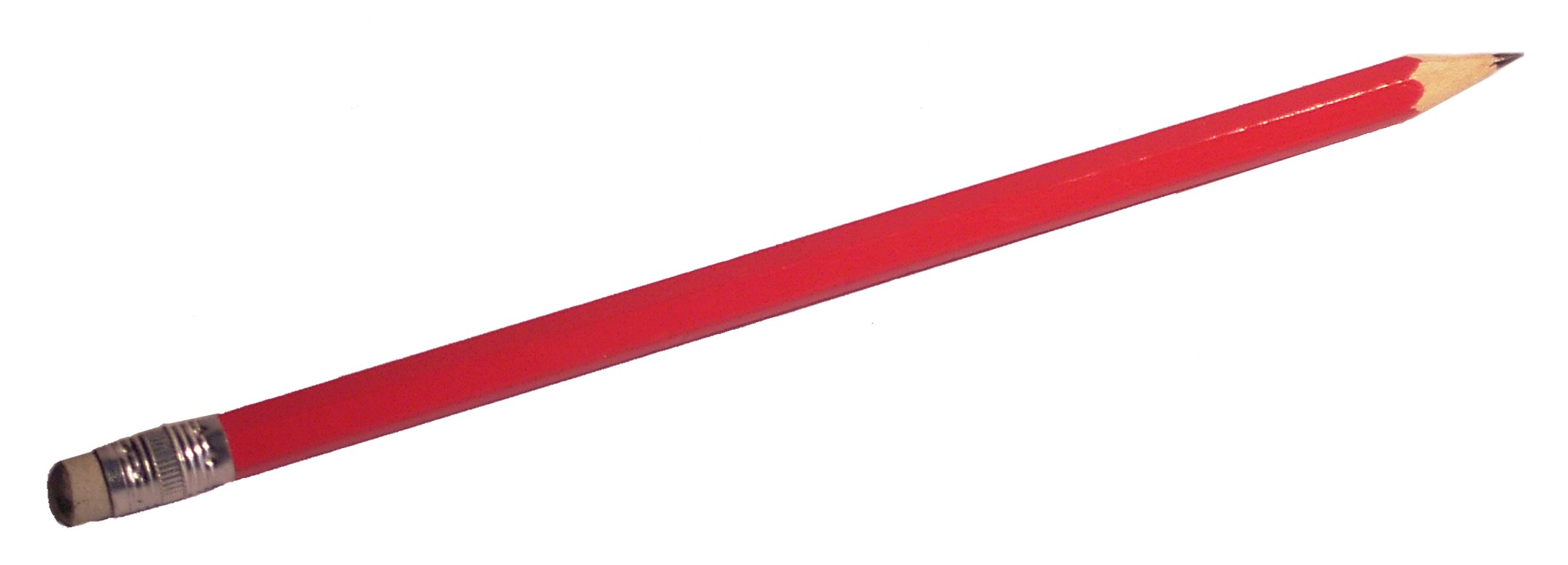
Un llapis amb la goma d'esborrar a l'extrem

Un llapis (plural, llapis) o més rarament un llàpit és un estri d'escriptura i dibuix, que es guia amb una mà i marca un suport. Els llapis actuals que serveixen per a escriure sobre paper o cartolina estan constituïts per un pigment inserit en una cobertura cilíndrica. Els llapis es diferencien de les plomes estilogràfiques bàsicament perquè els primers utilitzen pigment sòlid i les segones tinta líquida. El llapis es caracteritza pel fet que es pot fer desaparèixer amb facilitat amb una goma d'esborrar. També rep el nom de llapidera o llapissera si bé amb aquests mots també es designa el portamines.
Quan es fa punta al llapis, surten encenalls.

## El nom llapis
El nom llapis en català apareix per primera vegada en documents de l'any 1688. Segons els lingüistes Antoni M. Alcover i Francesc B. Moll prové del vocable italià lapis, 'substància d'ús pictòric i gràfic', amb influx del llatí lapis, -ĭdis pedra, que forma mots com làpida o lapislàtzuli (literalment pedra atzur, o blava). Aquest mot llatí també s'utilitza per a anomenar el llapis en altres idiomes com el castellà lápiz, el gallec lapis, l'aragonès lapicero, el portuguès lápis. Així doncs, aquesta paraula llatina hauria transformat el seu significat de pedra pel de llapis en les llengües romàniques de la península Ibèrica. Però sols en les romàniques ibèriques, car en èuscar es diu arkatz. La influència del castellà a Amèrica ha fet que llengües tan allunyades d'aquestes com el tagalog, lapis, i l'aimara, lapisa, també utilitzin aquest mot.
L'altra forma que domina a Europa la trobem en el francès crayon, l'occità gredon, el piemontès crajon i hem de fer un salt de molts quilòmetres per a trobar el mot romanès creion, tots aquests mots essent adopcions o adaptacions del mot francés, llevat potser de l'occità. Aquesta arrel també la trobem en l'esperanto i l'ido, la seva filla, que l'anomenen krajono. Aquests mots provenen del mot llatí creta, que vol dir 'barra de guix'.
En llatí s'anomena calamus i prové d'una paraula antiga, probablement d'origen indoeuropeu, que es referia a la canya. Aquest terme hipotètic va evolucionar d'una banda a canna, "canya", i de l'altre a calamus, 'llapis' o 'càlam', que antigament es feien amb canyes. Així mateix, hi ha una espècie de canya que porta per nom càlam.
En italià hi ha una creació pròpia: matita. És una evolució de la paraula llatina haematita, que vol dir 'hematites', un mineral compost d'òxid de ferro que guixa.
En català es pronuncia ['ʎapis]. S'ha documentat la pronunciació ['ʎεpis] a determinades zones del País Valencià. Morfològicament cal destacar que és igual en singular que en plural. Però col·loquialment, per analogia, se'n regularitza el plural, sovint en la llengua oral: *llàpissos.
Quan parlem de llapis ens referim al llapis que escriu sobre el paper, puix que és el més corrent. Existeixen, però, altres tipus de llapis: el llapis de ceràmica, el llapis litogràfic, el llapis òptic i el llapis USB.
El llapis de mar és un cnidari que té forma allargada.
L'expressió “llapis vermell” es refereix a la censura sobre els escrits, especialment jornalístics o editorials.

## Elaboració

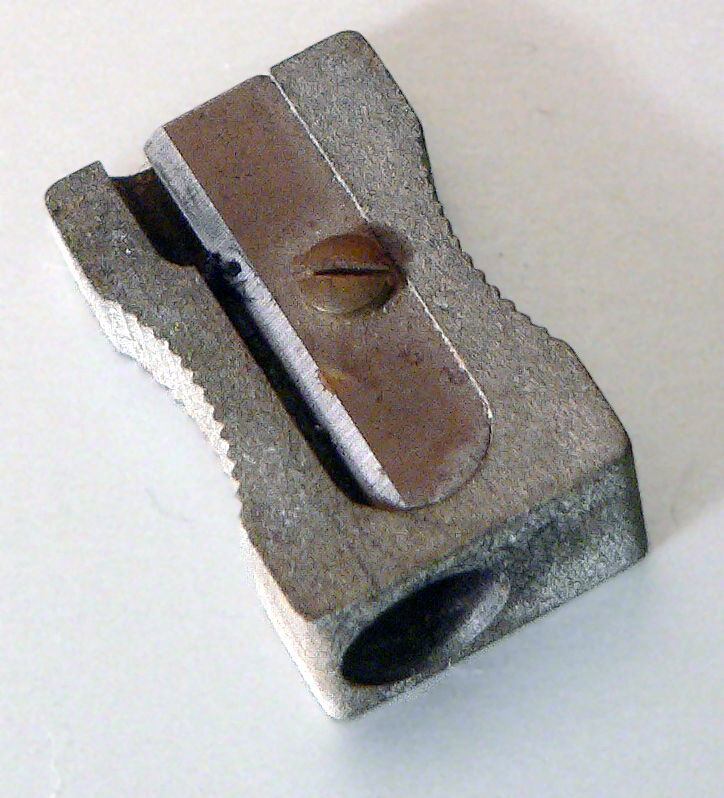
Maquineta per a fer punta als llapis

La constitució dels llapis ha variat molt al llarg de la història. Així mateix, els llapis que es fabriquen actualment es componen de dues parts principals: la mina i l'embolcall. La mina és una vareta fina de pigment que s'elabora normalment a partir d'un mineral, el grafit, encara que també se'n fan de carbó vegetal, depenent de l'ús que s'hi vulgui donar.
En primer lloc, la primera matèria s'ha de purificar; és a dir, eliminar totes les substàncies que porti barrejades a fi d'obtenir un material pur i, per tant, amb totes les seves propietats originals. En segon lloc, es barreja amb argila i aigua. L'argila fa que la mina sigui més dura. A continuació, se li ha de donar forma, que normalment és allargada perquè així la seva manipulació resulta més fàcil. Com més gruixut sigui, més gruixut serà el traç. Després es cou cada una d'aquestes peces al forn. Les tires se submergeixen en oli o cera fosa, que penetra als forats minúsculs del material i li garanteix una escriptura més llisa.
La mina s'encapsula en un finet cilindre que sol ser de fusta, encara que també pot ser de cel·lulosa o de plàstic. El plàstic proporciona comoditat a l'hora d'escriure i encara més si és flonjo. Es fa de la manera que segueix. Un tauló de ginebró o cedre d'encens amb diversos solcs llargs i paral·lels es talla en forma de llistó, i les mines s'insereixen als solcs. Un altre tauló acanalat s'enganxa al damunt de manera que, per acabar, només cal tallar-ho en llapis individuals. Finalment s'envernissen i es pinten. La cobertura de la mina també pot tenir forma de prisma; és a dir, algunes tenen cares en lloc de ser rodones. Aquestes formes proporcionen una millor adherència a la mà. Els prismes poden tenir el nombre de cares que es vulgui, però el cas és que els més comuns són hexagonals i octogonals. També se n'han vist de triangulars i de quadrats, però són estranys. Alguns llapis tenen la cobertura de plàstic mal·leable, de manera que es pot deformar fàcilment tantes vegades com es vulgui. Aquestes cobertures estimulen la creativitat, són còmodes, són ergonòmics, són atractius i es poden desar a qualsevol lloc.

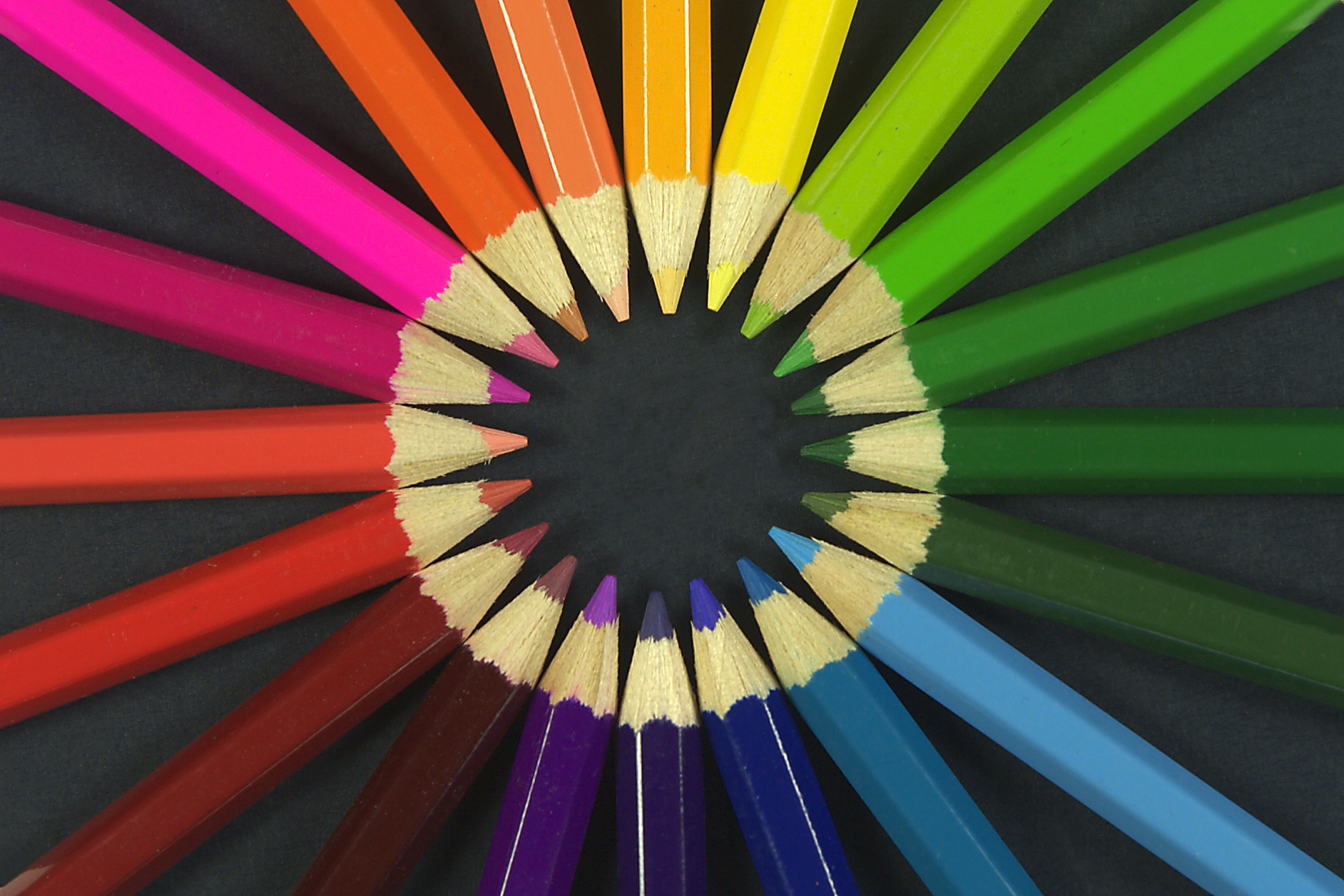
Llapis de colors.

La major part dels llapis fabricats als Estats Units es pinten de groc. Segons Henry Petroski, aquesta tradició té els seus orígens l'any 1890 quan la companyia austrohongaresa L&C Hardmuth es va embarcar en la fabricació de llapis a través de la planta Koh-I-Noor. Tenien la intenció de fabricar els llapis més bons i cars del planeta. Pintaven la cobertura dels llapis de color groc per a diferenciar-se de les altres cases, que no els pintaven. Aquest detall causava atracció als consumidors. Aviat totes les cases van començar a pintar també els llapis de color groc, de forma que els consumidors els associaven a la marca d'alta qualitat. A Alemanya es va produir un fenomen semblant. La casa alemanya Faber-Castell fabrica des de fa molts anys llapis d'alta qualitat i els pinta de verd. Actualment, la majoria dels llapis alemanys tenen la cobertura verda.

## Ús
Hom talla en punta el cap del llapis a fi de deixar al descobert l'extrem de la mina en forma de punxa: aquesta acció s'anomena «fer punta al llapis». Es pot fer punta amb una maquineta de fer punta. Durant la seva utilització la punta es va arrodonint i arriba un moment en què s'ha de repetir l'operació per tal d'aconseguir una millor precisió en el traç. Per a traçar una línia es recolza la punta de la mina sobre un suport, normalment el paper o la cartolina, i en rascar suaument, guixa el paper o cartolina.

## Graduació i classificació

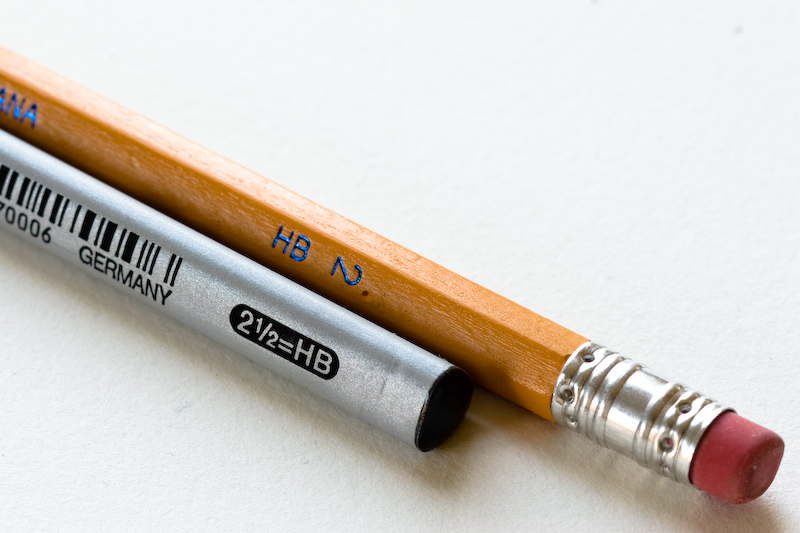
Dos llapis HB: un de grau 2 i un altre de grau 2 i 1/2.

Es fabriquen multitud de tipus de mines diferents: gruixudes, primes, dures, toves, fosques, clares i també de colors. Això amplifica agudament el ventall de possibilitats del llapis. Per a indicar les seves característiques, molts llapis s'etiqueten mitjançant un sistema europeu que contempla tres paràmetres: la duresa, la foscor i la finor. S'indica respectivament amb les lletres H, B i F. En realitat representen graus de duresa, ja que el més dur sempre és més clar i el més tou és més fosc. La F representa un estadi intemedi entre els durs i els tous. El llapis estàndard per a l'escriptura és l'HB, d'una duresa de traç i foscor de pigment equilibrats. Aquest sistema va ser desenvolupat a principis del segle xx i indica el grau de duresa del llapis amb una escala que va de BBB, el més tou, fins a HHH, el més dur. Com més lletres tenen, més durs o tous són. Menys tous que BBB es marcaria amb BB, després li seguiria el B, i a continuació ja vindrien els durs començant per una H i anar augmentant fins a tres. Si volem fer dibuix artístic, ens seran més útils els llapis tous, car permeten més matisos i mobilitat en la línia. En canvi, si el que volem és fer dibuix tècnic, un llapis dur ens conferirà més precisió en el traç.
Avui dia existeixen encara més tipus de llapis i s'ha hagut d'ampliar l'escala de manera que se'n puguin classificar tots els graus. Així mateix, en comptes de repetir les lletres, ara s'hi posen nombres que van del nou, el màxim, fins a u, el mínim. L'u, però, s'omet i es posa directament la lletra. D'aquesta manera tindrem una escala que va des del 9H, el més dur, passant per un H, un F, un HB, l'estàndard, el B i el 9B, que ja seria el més tou. El llapis F és lleugerament més dur que l'HB. Aquest és el quadre de dureses del llapis:
|     |    |    |    |    |    |            |            |            |            |    |   |    |    |    |     |     |     |    |    |
| 9H  | 8H | 7H | 6H | 5H | 4H | 3H         | 2H         | H          | F          | HB | B | 2B | 3B | 4B | 5B  | 6B  | 7B  | 8B | 9B |
| Dur | →  | →  | →  | →  | →  | Equilibrat | Equilibrat | Equilibrat | Equilibrat | →  | → | →  | →  | →  | Tou | Tou | Tou |    |    |

Malgrat tot encara poden haver-hi més graduacions. La casa Koh-I-noor ofereix vint graduacions des de 10H fins a 8B per a les seves 1500 sèries. La casa Derwent, per la seva banda, en produeix vint de 9H a 9B i Staedtler en fabrica dinou tipus diferents de 9H a 8B per a llapis tipus Mars Lumograph. Els principals interessats en una varietat tan gran de graus són els artistes, atès que persegueixen crear una gamma completa de tons de gris clar a negre. Els enginyers prefereixen llapis més durs perquè tracen línies primes i precises. Aquest fet es veu reflectit en la manera com s'empaqueten els llapis. Per exemple, per a llapis gràfics, la casa Derwent ofereix tres paquets de dotze llapis cada un: Tècnic (graduació dura de 9H a B), Artístic (graduació tova d'H a 9B) i Disseny (amb graduació de 4H a 6B).
Hi un altre sistema per a marcar la graduació d'un llapis. Va ser adoptat inicialment als Estats Units al segle xix. La taula següent mostra les equivalències aproximades entre els dos sistemes:
| To | EUA   |   | Mundial |
| -- | ----- | - | ------- |
|    | #1    | = | B       |
|    | #2    | = | HB      |
|    | #2½ * | = | F       |
|    | #3    | = | H       |
|    | #4    | = | 2H      |

A causa de la diversitat d'oferta de llapis diferents, no totes les marques utilitzen el mateix mètode per a indicar la duresa dels seus llapis, ni tan sols es limiten a aquestes dues escales. Per exemple, Faber-Castell utilitza una taula diferent d'equivalències amb els seus llapis Grip 2001: 1=2B, 2=B, 2 1/2=HB, 3=H, 4=2H.
Per als llapis de grafit, els diversos graus de llapis s'obtenen alterant la proporció de grafit i argila: com més argila es faci servir, més dur és el llapis.
Dos llapis de diferents fabricants no produiran el mateix to ni tindran necessàriament la mateixa duresa encara que a la caixa hi indiqui el mateix grau.

## Història

### El càlam

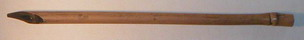
El càlam és l'avantpassat del llapis.

Fa molt de temps que les persones escriuen i, per tant, el llapis és un instrument molt antic. Antigament, el llapis s'anomenava càlam, que també es considera un avantpassat de la ploma. Consisteix en una barra de fusta dotada d'una punta esmolada que s'utilitza des de fa més de tres mil anys per a escriure en diversos suports des del fang fins al papir. Els romans escrivien amb aquest estri i a l'edat mitjana va ser molt utilitzat fins a l'aparició de la ploma. Com que els càlams encara s'usen en exercicis cal·ligràfics, el que anomenem pròpiament llapis és el que utilitza el grafit com a pigment, un material descobert el segle xvi.

### Descobriment del dipòsit de grafit

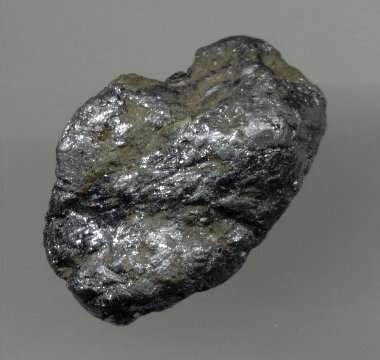
Pedra de grafit

L'any 1564 es va trobar un dipòsit enorme de grafit a Seathwaite Fell, a Cúmbria (Anglaterra). Aquest dipòsit tenia la característica que el grafit estava en un estat dur, i és l'únic dipòsit amb aquestes propietats que s'ha trobat fins a l'actualitat. Els habitants de la zona van descobrir que el nou mineral era molt últil per a marcar les ovelles, i és a partir d'aquí que hom el comença a utilitzar per a escriure. Aquest dipòsit contenia un grafit extremadament pur i sòlid que es podia laminar fàcilment en forma de palets.
Aviat el grafit d'aquestes mines va esdevenir un material molt valorat, principalment perquè podia servir per a alinear els motlles en l'elaboració de bales de canó. De seguida es van adonar de les seves múltiples aplicacions i de la seva utilitat per a la construcció d'armament bèl·lic, bàsicament per a dibuixar motlles. Les mines es van posar a disposició i guàrdia de la corona anglesa. Tot i això, a causa de les restringides condicions de comercialització que establia aquesta institució, la distribució es duia a terme en gran manera a través del contraban. Va ser així com el negoci del grafit com a eina d'escriptura es va començar a estendre per tot el món.
Com que el grafit és tan fràgil, cal revestir-lo amb alguna mena d'embolcall. Els palets de grafit, al principi, s'embolicaven amb cordills o amb cuir d'ovella per a donar-los estabilitat. La fama de la utilitat d'aquests llapis de grafit es va estendre i molts artistes es van dedicar a dissenyar aquestes petites eines d'escriptura alhora que la gent les va començar a utilitzar. Malgrat que van trobar dipòsits de grafit a altres llocs del món, el material no posseïa la mateixa puresa i qualitat que el grafit de Seathwaite Fell, així que Anglaterra va continuar gaudint d'un monopoli en la producció de llapis durant molt de temps. En treure les impureses del grafit obtingut en altres mines, el material quedava en forma de pols i no se sabia elaborar llapis a partir del grafit en aquest estat. Els primers temptejos de reconstituir el grafit esmicolat es van dur a terme a Nuremberg, Alemanya, l'any 1662. Primer s'extreia el grafit de les altres mines i se li eliminaven totes les impureses. Llavors es feia servir una barreja de grafit, sulfur i antimoni per reconstruir el grafit en una sola peça, i així fabricaven llapis fora d'Anglaterra. La qualitat, però, no arribava a la dels llapis originals. Des de 1860 i encara avui els llapis quadrats distintius anglesos es fabriquen amb palets tallats de grafit natural. Actualment, a la ciutat de Keswick (Anglaterra), propera a la zona de la troballa original del bloc de grafit, es troba el Museu del llapis.

### Incorporació de la cobertura

cobertura del llapis: la seqüència superior mostra l'antic mètode, que requeria uns bocins de grafit tallats a mida. La seqüència inferior mostra la tècnica que s'usa actualment: amb tires de grafit i argila.

Com ja hem dit, el grafit és molt fràgil i per això cal embolcallar-lo. Al principi s'usaven cordills o trossos de cuir. Més tard, els italians Simonio i Lyndiana Bernacotti van ser els primers de crear dissenys de llapis semblants als que utilitzem ara. Foradaven un pal de fusta de ginebró i hi inserien el palet de grafit. Poc després van millorar la tècnica: tallaven dues meitats de fusta en forma allargada i hi feien una fina osca en un costat, llavors hi inserien el grafit i enganxaven les dues meitats. Van configurar el llapis gairebé com el que coneixem ara.

### Ús de l'argila
Cap al 1790 Josef Hardmuth, de la planta Koh-I-Noor, va elaborar llapis d'alta qualitat amb grafit procedent de mines d'Àustria. Ho va fer barrejant el grafit esmicolat amb argila tot formant una mescla que després s'escalfava al forn. Variant la proporció de grafit amb argila podien regular la duresa de la substància resultant. Aquest és el mètode que encara s'utilitza avui dia. Tenim constància que els llapis anglesos, alemanys i austríacs no estaven a l'abast dels francesos durant les Guerres Napoleòniques. Aviat aquesta situació va canviar gràcies a l'interès d'un oficial de l'exèrcit de Napoleó. L'any 1795 Nicholas Jacques Conté també va descobrir aquest mètode de fabricació de llapis de qualitat mitjançant l'argila, una mostra que en aquella època el món no estava tan interconnectat com ara. Nogensmenys, aquest descobriment és més atribuït a Conté perquè és a partir d'aquest que ha arribat a França i la península Ibèrica, i de retruc també a Amèrica.

### El llapis als Estats Units
Als Estats Units el llapis va arribar amb els colons provinents d'Europa i no va ser fins més tard que va arribar a l'Amèrica del Sud. L'any 1729, Benjamin Franklin posava anuncis de llapis a la Gazeta de Pennsilvània per tal d'estimular-ne les vendes. Sabem que en aquella època es fabricaven llapis molt petits. Una mostra d'això és que George Washington utilitzava un llapis de només tres polzades durant l'exploració del territori d'Ohio l'any 1762.

### Una goma unida a la fusta
El 30 de març de 1858, Hymen Lipman va patentar el primer llapis que inclou una goma d'esborrar unida a la fusta. Al cap de quatre anys Lipman en va vendre la patent a Joseph Reckendorfer per $100.000, el qual els va destinar a demandar el fabricant del llapis Faber per infracció. Finalment, el Tribunal Suprem dels Estats Units va sentenciar contra Reckendorfer, a qui li va declarar invàlida la patent.
Si bé a Europa ja es fabricaven llapis de fusta, als Estats Units no ho van fer fins més tard. Allà seguien el mètode del filòsof Henry David Thoreau, que consistia a elaborar llapis de qualitat sense fer servir la fusta, simplement servint-se de l'argila per a cobrir el palet de grafit. Sembla que William Munroe, un ebenista de Concord (Massachusetts) (EUA), va fabricar llapis de fusta per primera vegada a Amèrica. El seu mètode de fabricació era, però, molt lent.

### Fabricació en sèrie
L'empresari Eberhar Faber, de Nova York, va patentar el mètode de preparació de llapis en sèrie i es va convertir en un dels més grans productors de llapis del món i ho és encara avui.
Però es va pensar que encara es podia esprémer més el negoci del llapis. Joseph Dixon era un inventor i empresari de la segona meitat del segle xix que treballava en l'extracció de grafit en una mina de Tantiusques, a la localitat de Sturbridge, a Massachusetts (EUA). Va desenvolupar tota una sèrie de mitjans per a produir llapis massivament. Abans de 1870, la seva empresa, Joseph Dixon Crucible Company, ja era la distribuïdora autoritzada i consumidora de grafit més gran del món. Els seus índexs de productivitat han arribat a alts nivells. És l'actual Dixon Ticonderoga, que fabrica llapis i altres elements artístics.

## Tipus de llapis

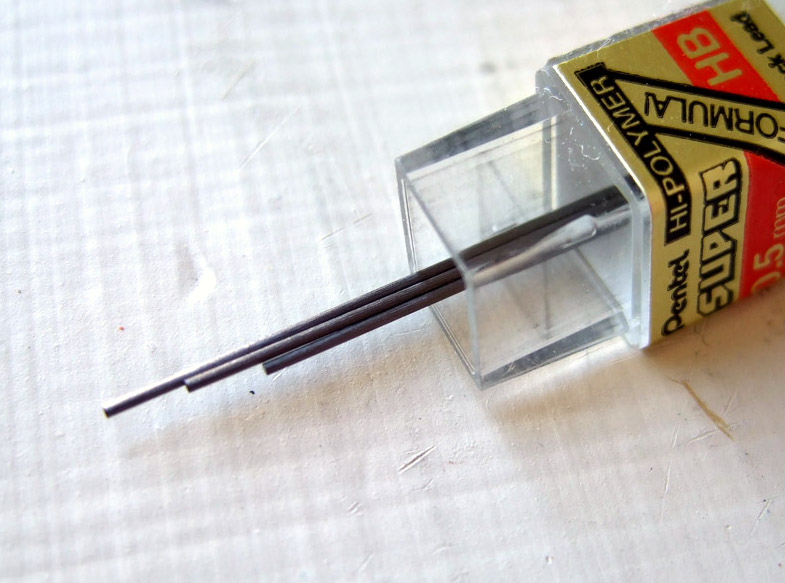
Mines incorporables.

Llapis de grafitAquests són els tipus més comuns de llapis. Es fan d'una barreja d'argila i grafit i la seva foscor varia de grisa clara a negra. La seva composició permet traços més llisos. El llapis de grafit més antic que es conserva va ser fabricat a Alemanya el segle xvii i ara és a la col·lecció de Faber-Castell.
Llapis de carbó de llenyaEs crea amb el carbó de llenya i proporciona negres més plens que els llapis del grafit, però tendeixen a tacar fàcilment. Els més comuns són negres, però també n'hi ha de blancs i de color sèpia. Són idonis per a dibuixar.
Llapis de fusterDe secció ovalada, molt pla i amb mina ampla i plana. Usat per fusters i ebenistes per a marcar amb poc desgast de la mina i amb poc risc de trencar-la en fer pressió sobre la fusta. (Vegeu també: Ampelita gràfica).
Llapis de colorConeguts també com a llapis acolorits, estan fets de cera amb pigments i serveixen per a acolorir dibuixos. N'hi ha de molts colors diferents. Alguns estan fets només amb aquests dos materials i serveixen per a pintar amb traços frescos i humits. D'altres tenen l'embolcall de fusta i una mina que fa els traços fins i secs, són com els del primer grup però amb color. Tenen l'avantatge que no taquen i es poden esborrar amb una goma, encara que no tan fàcilment com els d'escriure. N'hi ha d'una altra mena que es fabrica amb cera i una fina capa de plàstic.
Llapis de greixTambé coneguts com a marcadors de la Xina. Guixen qualsevol superfície (incloent vidre, plàstic, metall i fotografies).
Llapis de mina incorporable o portaminesAlguns llapis utilitzen mines de posar i treure. Aquests estan dotats de sistemes mecànics per a empènyer la mina a través del forat fins a l'extrem. Les gomes d'esborrar també hi són incorporables i reemplaçables. Aquest tipus de llapis compta amb l'avantatge que es pot canviar el gruix del traç quan es vulgui, tot escanviant la mina i, a més, no se'ls ha de fer punta.
Llapis d'aquarel·laAquests estan pensats per a dibuixar amb tècniques d'aquarel·la. Poden fer línies agudes o en negreta que hi ha la possibilitat de saturar-les amb aigua i estendre-les amb pinzells.

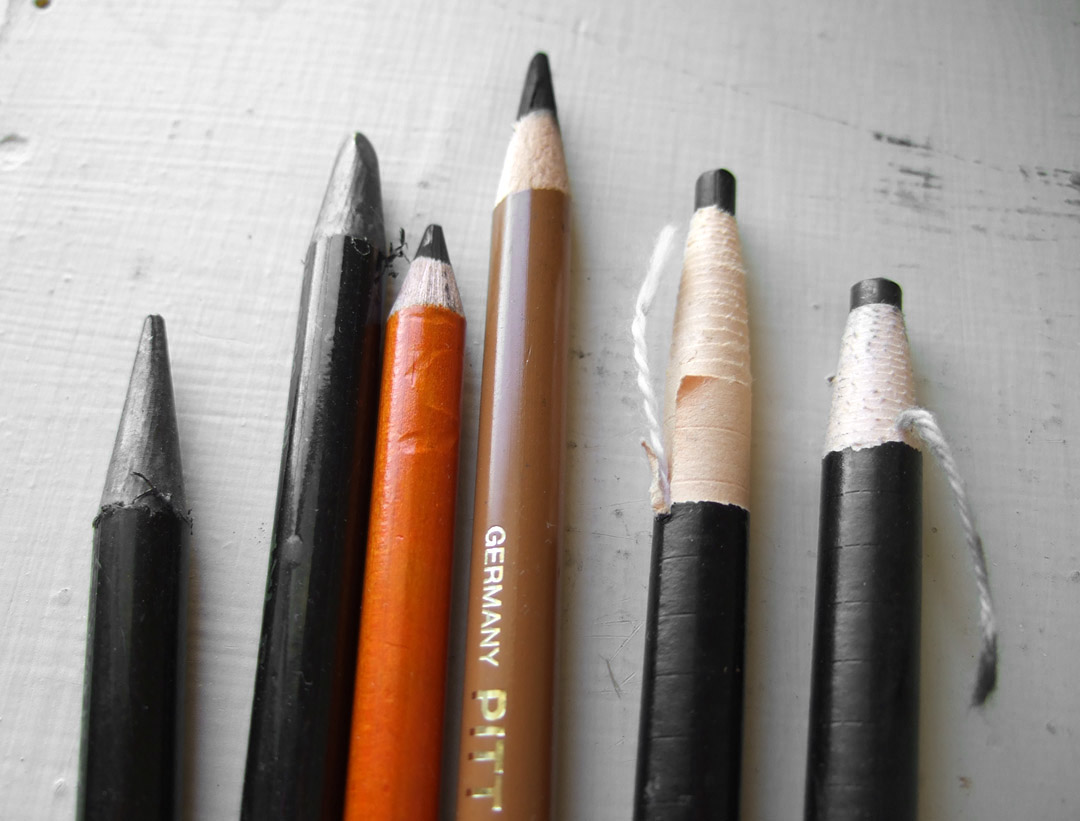
Dos llapis de fusta, dos de carbó i dos més de greix.

Llapis de còpiesEs tracta de llapis de grafit amb tinta afegida que fan un traç inesborrable. Es van inventar a finals del segle xix per a la impremta i la premsa com a substitut pràctic de la ploma. El seu traç és, sovint, visualment indistingible del dels llapis estàndard de grafit; però quan s'humitegen el traç es dissol per a plasmar-se després a un nou full de paper. Es van utilitzar força fins a començaments del segle xx, quan l'ús creixent del bolígraf els va substituir lentament.
Llapis no fotocopiablesAquests llapis fan unes marques que les fotocopiadores passen per alt i no reprodueixen.
Llapis súpercromàticEls llapis súpercromàtics tenen mines intercanviables de diferents colors dins d'un mateix embolcall. Tenen un mecanisme que permet canviar de color amb un lleuger moviment de dits.
Llapis de ceràmicaUn llapis de ceràmica és una barreta de pastel que serveix per a dibuixar sobre vidre, porcellana i esmalts.
Llapis litogràficUn llapis litogràfic (del grec λίθος, “pedra”, i γράφω, “escriure”) és una peça cilíndrica acabada en punta que serveix per a dibuixar o escriure sobre pedra. Està fet de sabó, sèu, cera i sutge.
Llapis òpticés un dispositiu en forma de llapis que porta un element fotosensible; és a dir, que reacciona amb la llum. Aquest element és una cèl·lula fotoelèctrica dotada d'un sistema fotomultiplicador. A través d'una xarxa informàtica el dispositiu està connectat a una pantalla visualitzadora. Quan un feix electrònic hi incideix directament, es genera un impuls que identifica punts específics de la pantalla. Establint diferents punts, hom pot dibuixar línies, cercles, etc., o bé entrar dades a l'ordinador i modificar imatges entre altres funcions.
Llapis USBEl llapis USB és un dispositiu informàtic extern que permet l'emmagatzematge de dades. La càpsula té forma de prisma d'entre un i cinc centímetres de llargada i està feta de plàstic. Al seu interior porta una memòria que es pot connectar a un ordinador a través d'un port USB. És molt útil per a traspassar informació d'un ordinador a un altre i, com que és tan petit, es pot portar a sobre còmodament
Llapis farmacèuticés una medecina en forma de tub. S'obté fonent el medicament, enmotllant-lo en un cilindre i deixant-lo assecar. Solen anar protegits amb un caputxó de plàstic. Per a utilitzar-los es destapen, es recolzen a l'àrea corporal afectada i s'apliquen realitzant moviments suaus. La barra escampa progressivament la seva substància per la pell. Es pot tractar, per exemple, d'un reparador de llavis, d'un desinfectant de ferides o d'un ungüent per a alleujar la irritació de la pell.
Llapis maquilladorHi ha cosmètics en forma de llapis emprats per al maquillatge de les celles, les pestanyes, els ulls, els llavis, etc.